# Peter Murrell
Peter Murrell (nascut el desembre del 1964 a Edimburg, Escòcia) és un dirigent polític escocès qui és el president general del Partit Nacionalista Escocès d'ençà el 1999 tot substituint Michael Russell. Murrell va estudiar a l'escola Craigmount High School i a la Universitat de Glasgow. Es va casar amb Nicola Sturgeon el juliol del 2010 a Glasgow, actual primera ministra d'Escòcia.

## Detenció
El 5 d'abril de 2023, Murrell va ser arrestat per la policia en relació amb una investigació sobre les finances del Partit Nacional Escocès. S'ha informat que la policia d'Escòcia està buscant diverses adreces, inclosa la seu de l'SNP a Edimburg i la casa que comparteix amb Nicola Sturgeon a Broomhouse, a l'est de Glasgow..